# Lucien Barbarin
Lucien Barbarin (New Orleans, Louisiana, 17 juli 1956 - aldaar, 30 januari 2020) was een Amerikaanse trombonist in de New Orleans-jazz. Barbarin heeft getoerd met de Preservation Hall Jazz Band en was een lid van het orkest van Harry Connick Jr.

## Biografie
Barbarin maakte zijn debuut toen hij zes was, in de Onward Brass Band van zijn oudoom Paul Barbarin. In de jaren zestig ging hij ook andere instrumenten spelen, waaronder tuba en drums. In 1971 richtte hij met zijn neef de Fairview Baptist Christian Church Band op. Hij werkte in allerlei gelegenheden in Bourbon Street, maar speelde tevens in streetparades en op festivals. In 1976 maakte hij zijn eerste opnames, met de 'Hurricane Jazz Band'. Hij werkte jarenlang met 'June Gardner and the New Orleans Finest'. Begin jaren tachtig toerde hij in Europa, waarbij hij ook Nederland aandeed: in Amsterdam verkreeg hij de titel 'Honorary Goodwill Ambassador of Amsterdam'. In 1988 verscheen zijn eerste album. Hij gaf talloze voorstellingen voor schoolkinderen. In 1990 werd hij lid van het orkest van Harry Connick Jr, waarmee hij in de loop der jaren veel heeft getoerd en opgenomen. Hij werkte samen met Wynton Marsalis, onder andere tijdens de afsluiting van de Olympische Spelen in Atlanta (Georgia) in 1996. Hij heeft verder gespeeld met onder andere Dr. Michael White, Dianne Reeves, Doc Cheatham en Lionel Hampton. Hij heeft veel in het buitenland getoerd en onder andere gespeeld op het North Sea Jazz Festival.
In New Orleans speelde hij met lokale musici en gaf aandacht aan zijn gezin met vijf kinderen. In november 2018 kreeg hij kanker. Hij overleed op 63-jarige leeftijd in 2020.

## Discografie
als leider:
- It's Good to be Home, independent, 2007
- Little Becomes Much: Jazz at the Palm Court Vol. 3, Lucien Barbarin & the Palm Court Swingsters, G.H.B. Records, 2000
- Trombone Tradition, Lucien Barbarin met het Henry Chaix Trio, Jazz Connaisseur, 1989

als 'sideman':
- 2008 What a Night! A Christmas Album – Harry Connick Jr.
- 2007 Oh, My NOLA – Harry Connick Jr.
- 2007 Chanson du Vieux Carré : Connick On Piano, Volume 3 – Harry Connick Jr.
- 2004 Unforgivable Blackness – Wynton Marsalis
- 2004 Dancing In The Sky – Dr. Michael White
- 2003 The Marsalis Family: A Jazz Celebration – The Marsalis Family
- 2003 Shake That Thing – Preservation Hall Jazz Band
- 2003 Harry for the Holidays – Harry Connick Jr.
- 2002 Jazz From the Soul of New Orleans – Dr. Michael White
- 2002 My One and Only Love – Topsy Chapman And The Pro's
- 2001 Songs I Heard – Harry Connick Jr.
- 2000 Song for George Lewis – Dr. Michael White
- 1999 Mr. Jelly Lord – Wynton Marsalis
- 1999 Come By Me – Harry Connick Jr.
- 1997 Doc Cheatham & Nicholas Payton – Doc Cheatham & Nicholas Payton
- 1995 Star Turtle – Harry Connick Jr.
- 1994 Mo' Cream from the Crop – Leroy Jones
- 1993 When My Heart Finds Christmas – Harry Connick Jr.
- 1992 World on a String – Kermit Ruffins
- 1991 Blue Light, Red Light – Harry Connick Jr.
- 1976 Hurricane Jazz Band – Hurricane Jazz Band

## Filmografie
- 2011 Harry Connick Jr. – In Concert On Broadway (DVD) – Harry Connick Jr.
- 2011 Tradition is a Temple
- 2004 Only You: In Concert (PBS) – Harry Connick Jr.
- 2003 Harry for the Holidays (NBC) – Harry Connick Jr.
- 2003 The Marsalis Family: A Jazz Celebration (PBS) – The Marsalis Family
- 2000 Armstrong—When the Saints Go Marching In (PBS) – Lincoln Center Jazz Orchestra with Wynton Marsalis and special guests
- 1994 The Harry Connick Jr. Christmas Special (video) – Harry Connick Jr.
- 1993 The Harry Connick Jr. Christmas Special (CBS) – Harry Connick Jr.
- 1993 The New York Big Band Concert (Video) – Harry Connick Jr.